# Apanteles hyposidrae
Apanteles hyposidrae är en stekelart som beskrevs av Wilkinson 1928. Apanteles hyposidrae ingår i släktet Apanteles och familjen bracksteklar. Inga underarter finns listade i Catalogue of Life.